# Конохово
 Конохово — деревня в Ивановском районе Ивановской области. Входит в состав Беляницкого сельского поселения.

## География
Находится в западной части Ивановской области на расстоянии приблизительно 7 км на северо-запад по прямой от вокзала станции Иваново на восточном берегу Уводьского водохранилища.

## История
Деревня уже была на карте 1808 года. В 1859 году здесь (тогда деревня Шуйского уезда Владимирской губернии) было учтено 82 двора.

## Население
Постоянное население составляло 474 человека (1859 год), 66 в 2002 году (русские 100 %), 201 в 2010.